# حق الفلسطينيين في المقاومة
حق الفلسطينيين في المقاومة هو قضية خلافية متجذرة بعمق في الصراع الدائر بين إسرائيل وفلسطين، وخاصة فيما يتعلق بالاحتلال الإسرائيلي للأراضي الفلسطينية. وهذا الحق، المعترف به بموجب القانون الدولي، يرتكز على حق تقرير المصير لجميع الشعوب الواقعة تحت الحكم الأجنبي والاستعماري.
إلا أن الحق في المقاومة بموجب القانون الدولي لا يشمل العنف ضد المدنيين الإسرائيليين.

## الأساس القانوني لحق المقاومة
للفلسطينيين حق معترف به بموجب القانون الدولي في مقاومة الاحتلال الإسرائيلي بموجب البروتوكول الأول لاتفاقيات جنيف. ويتم تأكيد هذا الحق في سياق حق تقرير المصير لجميع الشعوب الواقعة تحت الحكم الأجنبي والاستعماري. وقد أكدت الجمعية العامة للأمم المتحدة صراحة على حق الفلسطينيين في مقاومة الاحتلال العسكري الإسرائيلي، بما في ذلك من خلال الكفاح المسلح. في 22 نوفمبر 1983، جاء في قرار الجمعية العامة رقم (A/RES/38/17) أنه " يؤكد من جديد شرعية كفاح الشعوب من أجل استقلالها وسلامة أراضيها ووحدتها الوطنية والتحرر من الهيمنة الاستعمارية والفصل العنصري والاحتلال الأجنبي من جانب الجميع". الوسائل المتاحة، بما في ذلك الكفاح المسلح".

## الحق في الدفاع عن النفس
إن مسألة الدفاع عن النفس في الصراع الإسرائيلي الفلسطيني معقدة. ويقول المؤيدون إنه إذا كان لإسرائيل الحق في الدفاع عن نفسها من خلال شن غارات جوية تدمر منازل الفلسطينيين ومدارسهم، فمن المؤكد أن الفلسطينيين لديهم الحق في الدفاع عن أنفسهم ضد العنف الإسرائيلي.

## حرب إسرائيل وحماس
بدأت الحرب بين إسرائيل وحماس بالهجوم الذي قادته حماس على إسرائيل عام 2023 في 7 أكتوبر/تشرين الأول 2023، وردت إسرائيل بغزو بري وحملة قصف طويلة مستمرة على قطاع غزة. إن الأزمة التي خلقتها الحرب والهجوم الإسرائيلي المستمر على قطاع غزة هي "كارثة سياسية وإنسانية ذات أبعاد أسطورية". منذ بداية حملة القصف الإسرائيلي، قُتل 31000 فلسطيني، وأصيب أكثر من 70,000 آخرين.